# Вибрационная болезнь
Вибрационная болезнь — профессиональное заболевание, обусловлено длительным (не менее 3—5 лет) воздействием вибрации в условиях производства.
Также известна как синдром белых пальцев, псевдо-Рейно болезнь, сосудоспастическая болезнь руки от травм.
Код по МКБ-10: Т 75.2
Вибрации делят на локальные (от ручных инструментов), общие (от станков, оборудования, движущихся машин) и комбинированные (влияние общей и локальной вибрации при виброуплотнении бетона).
Воздействие вибрации встречается во многих профессиях.

## Физические основы болезни
По своей физической природе вибрация представляет собой механическое колебательное движение, повторяющееся через определённые периоды. Основными параметрами, характеризующими вибрацию, являются частота колебаний и виброскорость. Частота колебаний измеряется в герцах (Гц), виброскорость — в метрах в секунду (м/с).
Сила воздействия вибрации на организм зависит от количества поглощенной энергии, наиболее адекватным выражением которой является виброскорость. Производная виброскорости во времени — виброускорение (м/с2).
В производственных условиях вибрация представляет собой колебательный процесс с широким диапазоном частот, поэтому и оценка её производится в 8-10 октавах.
Вибрация с частотой 8-16 Гц относится к низкочастотной, 31,5 и 63 Гц — к среднечастотной, от 125 до 1000 Гц — к высокочастотной. Наибольшая опасность развития вибрационной болезни при вибрации с частотой 16-200 Гц.

## Этиология
Основными этиологическими факторами являются производственная вибрация, сопутствующие профессиональные вредности: шум, охлаждение, статическое напряжение мышц плеча, плечевого пояса, вынужденное отклонённое положение тела и др.

## Патогенез
Заболевание проявляется нарушением нервной, сердечно-сосудистой систем, опорно-двигательного аппарата.
Локальная и общая вибрация нарушает механизмы нервно-рефлекторных и нейрогуморальных систем.
Вибрация, будучи сильным раздражителем, воздействует на рецепторные аппараты кожи, нервы, нервные стволы, приводя к увеличению секреции норадреналина в синаптических нервных терминалях. Поскольку норадреналин не может полностью ими захватываться и накапливаться в них как в обычных условиях, то значительная часть его попадает в кровь и обуславливает увеличение тонуса сосудов, что приводит к повышению артериального давления и ангиоспазму.
У лиц, на которых воздействует вибрация, возникают деструктивные явления в тельцах Фатера-Пачини, нервных волокнах, нейронах спинного мозга, ретикулярной формации ствола, межпозвонковых  ганглиях.
При объективном исследовании отмечается снижение афферентной иннервации, в особенности восприятия вибрационной чувствительности, а в дальнейшем возникновение других симптомов выпадения и болевого синдрома. По мере развития патологических изменений в вегетативном аппарате происходят дистрофические изменения в коже, мышцах, костной системе. Особенно часто поражаются рецепторы крупных суставов плечевого пояса, что и обуславливает их болезненность.
Существенное значение приобретает сильное воздействие на симпатическую систему. Вегетативные нарушения влияют на регуляцию желудочно-кишечного тракта, что приводит к желудочно-кишечным дискинезиям, а в позднем периоде — к более тяжёлой патологии.

## Патоморфология
Деструктивные явления в тельцах Фатера-Пачини, интракапсулированных рецепторах, различные виды деформации на уровне нервно-мышечной рецепции, очаговая демиелинизация, распад осевых цилиндров, дистрофические изменения в клетках боковых рогов спинного мозга и в ретикулярной формации ствола мозга.

## Клиника

### Вибрационная болезнь, вызванная локальной вибрацией
Ι стадия — проходящие болевые ощущения в пальцах рук, парестезии, онемение.
ΙΙ стадия — болевые ощущения и парестезии более выражены, носят устойчивый характер, выявляются изменения сосудистого тонуса, отчётливые чувствительные расстройства. Развиваются вегетативная дисфункция и явления астении.
ΙΙΙ стадия — вазомоторные  и трофические нарушения становятся выраженными, появляются приступы болей, онемение и парестезии, отчётливый синдром вазоспазма (побеление пальцев, смешанные чувствительные расстройства — периферические, нередко сегментарные). Характерны полное выпадение вибрационной чувствительности, угнетение или выпадение сухожильных рефлексов, невротизация личности по астении, вегетососудистая дистония по гипертоническому типу с гипергидрозом. Отмечаются желудочно-кишечные расстройства. Рентгенологически обнаруживаются изменения в суставах и костях
ΙV стадия — развиваются генерализованные органические поражения, например энцефаломиелопатия. Трофические и чувствительные расстройства резко выражены. Болевой синдром в пальцах, по ходу нервных стволов, в суставах носит упорный характер. Возникает микроочаговая симптоматика, вегетативные пароксизмы, протекающие по симпатоадреналовому, реже смешанному типу. Ангиодистонические кризы охватывают не только периферические сосуды рук, но и область коронарных и мозговых сосудов.

### Вибрационная болезнь, вызванная общей и локальной вибрацией
Ангиополиневропатический синдром (нарушение вибрационной чувствительности, парестезии) сочетается с развитием неврастенического синдрома — гиперстенической формы. Астения протекает с резким ослаблением тормозных процессов. Преобладают жалобы на головные боли, головокружение, повышенную чувствительность, раздражительность, ноющие боли в ногах, их онемение, парестезии. В более поздние периоды являются постоянными, присоединяются вегетативные кризы (ощущение дурноты, тахикардия, нехватка воздуха, страх смерти, нарушения терморегуляции). Сопровождаются ослаблением памяти, плаксивостью, нарушение сна. Нередко наблюдаются приступы с побледнением пальцев стоп, диффузным потоотделением. Развивается вначале расторможение, а затем угнетение сухожильных рефлексов, трофические расстройства (истончение кожи на пальцах ног, гипотония мышц), умеренное повышение артериального давления, его асимметрия. На ЭЭГ выявляются очаги эпилептиформной активности.

### Вибрационная болезнь, вызванная общей вибрацией и толчками
Проявляется вестибулопатией (несистемное головокружение) и головными болями. Наблюдаются изменения слуха и зрения, стволовые и спинальные симптомы, желудочно-кишечные дискинезии, боли в животе особенно в области солнечного сплетения, корешковые боли в спине преимущественно в пояснично-крестцовой области.

## Диагностика и дифференциальный диагноз
Главное значение придаётся профессиональному анамнезу, санитарно-гигиенической характеристике условий труда. Необходимо тщательное объективное обследование больного с использованием современных клинико-физиологических методик.
При осмотре обращают внимание на цвет кожных покровов пальцев рук, ног, измеряют кожную температуру, исследуют вибрационную и болевую чувствительность. Исследуется костно-суставная, мышечная и сердечно-сосудистая системы. Применяют холодовые пробы, капилляроскопию, термометрию, электроэнцефалографию, электротопометрию, электромиографию, исследование сердечно-сосудистой системы, поликардиографию.
Дифференцировать следует от других заболеваний непрофессиональной этиологии (болезнь Рейно, сирингомиелия, вегетативный полиневрит, миозиты и др.)

## Лечение
- Этиологический принцип — временное или постоянное исключение воздействия вибрации на организм, щадящий режим в отношении физических нагрузок и охлаждения.
- Патогенетическая терапия — комплексная с применением медикаментозных и физиотерапевтических воздействий.
  - Ганглиоблокаторы: пахикарпин.
  - Холинолитики: Амизил, Спазмолитин +Новокаин, Метамизил
  - Сосудорасширяющие препараты: никотиновая кислота, в сочетании с циннаризином и белласпоном, компламин, трентал, блокаторы кальциевых каналов
  - При вегетативных пароксизмах применяют пирроксан
  - Общеукрепляющие средства, витаминотерапия.
  - Электрофорез с 5 % раствором новокаина или 2 % водным раствором бензогексония на кисти рук, стопы ног или воротниковую зону.
  - При полиневритических синдромах применяют высокочастотную электротерапию — электрическое поле УВЧ на воротниковую зону в слаботепловой дозе.
  - Иглорефлексотерапия

## Прогноз
Благоприятен при своевременном выявлении заболевания и активной терапии. Показаны все виды труда, исключающие вибрацию, подъём тяжестей и охлаждение.

## Профилактика
Профилактические мероприятия включают исключение неблагоприятного воздействия вибрации на организм, осуществление диспансеризации, организация профилакториев на производствах, соблюдение строгих норм организации труда.